# Hertogdom Salzburg
Het hertogdom Salzburg was een kroonland van het keizerrijk Oostenrijk van 1849 tot 1866 en daarna van het keizerrijk Oostenrijk-Hongarije.

## Geschiedenis
Het prinsaartsbisdom Salzburg werd geseculariseerd in 1803 en werd het keurvorstendom Salzburg, maar het vorstendom werd reeds in 1805 geannexeerd door het Oostenrijkse keizerrijk. Na de Napoleontische oorlogen werd Salzburg bestuurd vanuit Linz als het departement Salzach, een onderdeel van het aartshertogdom Oostenrijk.
Na de revolutie van 1848 werd Salzburg gescheiden van het aartshertogdom en werd het met de titel hertogdom een apart kroonland. Na de val van het Habsburgse huis in 1918 werd het hertogdom ontbonden en opgevolgd door de deelstaat Salzburg, eerst een onderdeel van Duits Oostenrijk en later de Eerste Oostenrijkse Republiek.
1867–1918

In de Rijksraad vertegenwoordigde koninkrijken en landen (Cisleithanië):
hertogdom Boekovina · koninkrijk Bohemen · koninkrijk Dalmatië · koninkrijk Galicië en Lodomerië · hertogdom Karinthië · hertogdom Krain · Küstenland (vorstelijk graafschap Görz en Gradisca, markgraafschap Istrië, vrije rijksstad Triëst) · markgraafschap Moravië · Neder-Oostenrijk · Opper-Oostenrijk · hertogdom Salzburg · Tsjechisch-Silezië · hertogdom Stiermarken · vorstelijk graafschap Tirol en land Vorarlberg

De landen van de Heilige Hongaarse Stefanskroon (Transleithanië):
Fiume met gebied · koninkrijk Hongarije · koninkrijk Kroatië en Slavonië . Militaire Grens (1867-1882)

Gemeenschappelijk bestuurd: condominium Bosnië en Herzegovina (1878-1918) . Novi Pazar met gebied (1878-1908) . Karpatische passengebied (1918) . bezette zone Tianjin (1901-1917)
Voor of in 1867 opgeheven

koninkrijk Illyrië (tot 1850) · vojvodschap Servië en Temesbanaat (tot 1860) · Koninkrijk Lombardije-Venetië (tot 1866) · grootvorstendom Zevenburgen (tot 1867)